# 弯丝鼓藻属
弯丝鼓藻属（学名：Ancylonema）为中带藻科的一个属。

## 下属物种
本属包括以下物种：
- 弯丝鼓藻 Ancylonema nordenskioldii Berggren